# Трофимов, Дмитрий Юрьевич
Дми́трий Ю́рьевич Трофи́мов (род. 28 апреля 1970 года) — российский учёный-генетик, специалист в области молекулярной генетики, доктор биологических наук (2009), профессор РАН (2016), член-корреспондент РАН (2022). Лауреат Государственной премии РФ в области науки и технологий (2022).

## Биография
Родился 28 апреля 1970 года.
В 1993 году — окончил факультет физико-химической биологии Московского физико-технического института, по специальности «Молекулярная генетика».
С 1990 по 2008 годы — работал в лаборатории генетики гистосовместимости человека отдела иммуногенетики Института иммунологии ФМБА России, где прошел путь от старшего лаборанта до ведущего научного сотрудника.
С 2008 года по н. в. — работает в Национальном медицинском исследовательском центре акушерства, гинекологии и перинатологии имени академика В. И. Кулакова, с 2018 года — директор института репродуктивной генетики НМИЦ АГиП.
В 2009 году — защитил докторскую диссертацию, тема: «Создание отечественной инновационной технологической платформы для решения актуальных фундаментальных и прикладных задач современной иммунологии на основе ПЦР в реальном времени».
В 2016 году — присвоено почётное учёное звание профессора РАН.
В 2022 году — избран членом-корреспондентом РАН от Отделения медицинских наук.

## Научная деятельность
Специалист в области фундаментальной и прикладной молекулярной генетики и медицинской биотехнологии.
Автор более 400 научных работ, в том числе 6 монографий, имеет 45 патентов на изобретения.
Под его руководством защищено 19 кандидатских и 1 докторская диссертации.

## Награды
- Орден Пирогова (2020)[2]
- Премия Правительства Российской Федерации в области науки и техники (в составе группы, за 2017 год) — - за создание и внедрение в практику комплекса биомедицинского оборудования и технологии для прогноза, диагностики и иммунотерапии радиационно-индуцированной патологии[3]
- Премия Призвание (в составе группы, за 2014 год, номинация «За создание нового метода диагностики») — награждаются за создание мультиплексной системы, которая позволяет в реальном времени количественно и качественно определить микробный состав мочеполового тракта у женщин
- Почётная грамота Министерства здравоохранения Российской Федерации «За заслуги в области здравоохранения и многолетний добросовестный труд» (2013)